# Bouncing Boy
Bouncing Boy è un personaggio dei fumetti DC Comics, membro della Legione dei Super-Eroi del XXX secolo. La sua vera identità è Chuck Taine della Terra, e ha il potere di gonfiarsi come una palla e rimbalzare. Ricevette i suoi poteri dopo aver bevuto accidentalmente una bevanda superplastica ottenuta da una nuova formula che pensava fosse una bevanda gassata. Apparve per la prima volta in Action Comics n. 276 (maggio 1961).

## Biografia del personaggio
Sposò la legionaria Duo Damsel in Superboy n. 200, dopo di che lasciò il servizio attivo per passare a riservista, apparendo così sporadicamente fino a Ora zero - Crisi nel tempo. Durante questo periodo da riservista, egli e la moglie avevano il compito di istruire le reclute dell'Accademia della Legione.
Nella continuity post-Ora Zero, è Charles Foster Taine (Chuck in breve), ovvero l'architetto e ingegnere della Legione. In questa versione, non ha superpoteri ed è solo un membro onorario della Legione. Ha però progettato un veicolo speciale, detto "Bouncing Boy", che funziona da terremoto "rimbalzante", in grado di distruggere ciò che sta nell'area d'azione.
Il nome di "Charles Foster Taine" è un riferimento al film del 1941 Citizen Kane (in Italia conosciuto come Quarto potere) e al suo protagonista, Charles Foster Kane, anche se nella sua comparsa iniziale viene chiamato semplicemente "Chuck Taine".
Non comparve nella terza versione della Legione, che cominciò nel 2004.
La versione post-Crisi infinita di Bouncing Boy comparve in Crisi finale: la Legione dei 3 mondi. Mancante in azione durante la maggior parte della miniserie, lui e sua moglie, ora nota come Duplicate Damsel, entrarono in scena nell'ultimo numero per aiutare a terminare la battaglia contro il nemico comune e riunirsi alla Legione.

## Altri media
- Bouncing Boy comparve, insieme alla Legione, nella serie animata Justice League Unlimited nell'episodio del 2006 "Lontani da casa".
- Bouncing Boy è un membro fondamentale della Legione nella serie animata Legion of Super-Heroes. Nella serie, Bouncing Boy viene presentato come un membro ben accetto della squadra, e pilota principale della Legion Cruiser. Nell'episodio "Timber Wolf", lui e Brainiac 5 ebbero una vivace discussione a proposito dell'abilità di Bouncing Boy nelle manovre di pilotaggio e meccanica, cosa che alla fine, quest'ultimo riuscì a provare alla squadra. Nell'episodio "Lightning Storm", Bouncing Boy lavora con alcuni probabili candidati, aiutandoli a prepararsi per le imminenti audizioni che potrebbero inserirli nella Legione. Nello stesso episodio, la sua velocità di pensiero lo aiutò nella battaglia contro i Light Speed Vanguard. Quest'episodio portò al successivo, "Substitutes", in cui Bouncing Boy incoraggiava i futuri membri della Legione degli Eroi Sostituti, dove rivelò che lui stesso dovette essere sottoposto a diverse audizioni prima di essere accettato nella squadra. L'episodio termina con il conio del nome della nuova squadra di eroi sostituti. Infine, nell'episodio "Chain of Command", la velocità di pensiero e di osservazione di Bouncing Boy lo aiutarono a formare un piano cruciale per fare sì che la Legione potesse aiutare gli abitanti del pianeta Winath. Al termine dell'episodio, dopo che Lightning Lad si scontrò con Bouncing Boy per la guida della Legione e propose una votazione, si verificò un risultato a sorpresa: la Legione votò a favore di Bouncing Boy. Dopo essere stato eletto nuovo capo della Legione, Bouncing Boy ricevette un bacio da Triplicate Girl, e alla fine li si vedono tenersi per mano. Avrà il ruolo di capo attivo nell'episodio in 2 parti "Sundown".
- Nella seconda stagione, la sua nuova posizione di capo fu quasi ignorata, in quanto Lightning Lad e Cosmic Boy continuarono a discuterne. Non fu data nessuna spiegazione al riguardo.

## Parodia
In un episodio della serie animata Due fantagenitori, i ragazzini furono trasformati in supereroi, tra cui uno chiamato "Bouncing Boil". I suoi ripetuti tentativi falliti di fermare Vicky in versione Wolverine non fecero altro che fare affermare ai suoi compagni "Amico, quello è un potere stupido".

## Poteri
Bouncing Boy possiede l'abilità di espandere il suo corpo fino a formare una palla. Nella sua forma normale, è in sovrappeso e di media statura, ma quando "si gonfia", mentre la sua massa e il suo peso restano invariati le sue dimensioni incrementano fino a farlo somigliare a una palla grande come un uomo. Quando il suo corpo si gonfia aspirando aria, non si sa se sono le sue cellule che si espandono, diminuendo la sua densità mentre incrementano le sue dimensioni complessive.
In più, quando utilizza il suo potere, l'elasticità e la resistenza del suo corpo diventano estremamente gommose permettendogli di rimbalzare con estrema potenza. Pensato in origine come un potere inutile dai suoi compagni, dimostrò più volte come la forma del suo corpo e consistenza simile a quella della gomma potessero essere utilizzate come un'efficiente arma da guerra.
La sua mossa di rimbalzo fa sì che possa rimbalzare da una parete all'altra così da piombare sui suoi nemici con efficacia. Normalmente, una palla di gomma perderebbe lentamente la sua forza cinetica a causa della frizione, alla gravità e a forza di rimbalzare sulle pareti o sugli oggetti, ma Bouncing Boy può utilizzare i suoi muscoli per mantenere la velocità e la potenza del primo rimbalzo. Il suo potere gli consente anche un discreto grado di invulnerabilità dato che rimbalzare da un oggetto all'altro non lo ferisce come accadrebbe a un normale essere umano.